# Johan
Johan är ett mansnamn, som ursprungligen kommer från hebreiskan och betyder Gud (Jehova) har förbarmat sig. En senare avledning är grekiskans Johannes. Därutöver förekommer bland andra namnformerna Jan, Hannes och Hans. Den kvinnliga motsvarigheten är Johanna.
Sverige har haft tre kungar som enbart burit namnet Johan. Vidare har Karl XIV Johan burit namnet Johan som ett av sina namn. Ett antal prinsar har också innehaft namnet Johan. 
Den 31 december 2019 fanns det 174 286 män i Sverige som hade förnamnet Johan. Av dessa hade 73 828 namnet Johan som tilltalsnamn. Mellan åren 1989 och 1991 var Johan det vanligaste namnet som nyfödda pojkar fick som tilltalsnamn.
Namnsdag i Sverige: 27 december (mellan 1993 och 2000 24 juni). I den finlandssvenska namnsdagslängden har Johan namnsdag 24 juni sedan 1950.

## Kända personer med namnet Johan och variationer därav
- Johan Sverkersson (Johan I), svensk kung 1216−1222
- Hans (unionskonung) (Johan II), svensk kung 1497−1501, även dansk och norsk kung, kallad Hans
- Johan III, svensk kung 1568−1592
- Karl XIV Johan, svensk kung 1818−1844
- Johan, svensk prins 1130 till 1140, son till kung Sverker I, även kallad Jon
- Jon, svensk prins (d. 1205), son till kung Knut I
- Johan, svensk prins 1518 och tronföljare, son till kung Kristian II, även dansk och norsk prins, kallad Hans
- Johan, svensk prins 1589, son till kung Johan III
- Johan Kasimir, hertig av Stegeborg, född furste av Pfalz-Zweibrücken
- Carl Johan, svensk prins 1916, son till kung Gustaf VI Adolf
- Johan, dansk prins (c. 1479 d. som barn), son till kung Hans[3]
- Johan Wolfgang Karl, pfalzisk furste (1618–1621), bror till kung Karl X Gustav (innan denne föddes)
- Johan II Kasimir, polsk kung 1648, son till kung Sigismund i ätten Vasa
- Johan Albert, polsk prins 1612 och biskop, son till kung Sigismund i ätten Vasa
- Johan Kasimir, polsk prins (1607–1608), son till kung Sigismund i ätten Vasa
- Johan Sigismund, polsk prins (d. ung) även kallad Karl Ferdinand[4], son till kung Johan II Kasimir i ätten Vasa
- Johan Jacob Anckarström, adelsman och kungamördare
- Johan Andersson, biskop och översättare
- Per Johan Axelsson ishockeyspelare
- Johann Christian Bach, tysk kompositör
- Johann Sebastian Bach, tysk kompositör
- Johann Friedrich Blumenbach, tysk antropolog
- Per Johan Bråkenhielm, f.d. landshövding, ståthållare
- Johan Cruyff, nederländsk fotbollsspelare
- Johan Dalman, biskop i Strängnäs stift
- Johann Nepomuk David, österrikisk tonsättare
- Johan Davidsson, ishockeyspelare
- Johan August Ekman, ärkebiskop
- Johan Elmander, fotbollsspelare
- Johan Falk, fiktiv figur
- Johan Falkberget, norsk författare
- Johan Galtung, norsk professor, freds- och konfliktforskare
- Johan Garpenlöv, ishockeyspelare
- Johan Glans, komiker, skådespelare
- Johann Wolfgang von Goethe, tysk diktare, poet och filosof
- Johan Gröttumsbråten, norsk längdskidåkare
- Johan Hallgren, roddare
- Johan Hakelius, kolumnist och författare
- Johan Harmenberg, fäktare, OS-guldmedaljör 1980
- Johan Hedberg, ishockeyspelare
- Johan Hedenberg, skådespelare, röstskådespelare
- Johan Hederstedt, militär, ÖB
- Johan Hegg, sångare i melodisk death metalbandet Amon Amarth
- Johan Holmqvist, ishockeyspelare
- Johann Nepomuk Hummel, österrikisk kompositör och pianist
- Johan Hübner von Holst, sportskytt, OS-guld i miniatyrgevär och duellpistol 1912
- Johan Ihre, språkforskare
- Johan Jarlén, svensk arkitekt och gymnast, OS-guld i lag 1908
- Johan Petter Johansson, uppfinnare av bl.a. skiftnyckeln
- Johan Kastriota den gamle, albansk hövding
- Johan Kastriota den unge (1456—1514), albansk hövding
- Johan Henric Kellgren, diktare, ledamot av Svenska Akademien
- Johan Kinde, popsångare
- Johan H:son Kjellgren, skådespelare
- Johan Kling, filmregissör och författare
- Johann Olav Koss, norsk skrinnare
- Johan Wilhelm Lillja, finländsk bokförläggare och tidningsman
- Johan Lönnroth, politiker (V)
- Johan Mjällby, fotbollsspelare
- Johan Nilsson i Skottlandshus, politiker, talman, landshövding
- Johan Nordenfalk, ämbetsman, justitiestatsminister
- Johan Nygaardsvold, norsk statsminister
- Johan Olsson (längdskidåkare), bragdmedaljör
- Johan Gabriel Oxenstierna (idrottare), modern femkampare, OS-guld 1932
- Johan Palm, artist
- Johan Rabaeus, skådespelare
- Johan Ramstedt, statsminister 1905
- Johan Rheborg, komiker, skådespelare
- Johan Richthoff, brottare, bragdmedaljör
- Johan von Schreeb, läkare
- Johan Sederholm, finländsk affärsman
- Johan Skytte, friherre och riksråd
- Erik Johan Stagnelius, poet
- Karl-Johan Sundqvist, ishockeyspelare
- Johan Svendsen, norsk tonsättare
- Johan Otto Söderhjelm, finländsk politiker och idrottsman
- Johan Thorén, stuntman
- Johan Thyrén, professor, universitetsrektor, statsråd
- Johan Tyrberg, biskop i Lunds stift
- Johan Ulveson, svensk skådespelare
- Johann Wadephul, tysk politiker
- Johan Olof Wallin, ärkebiskop och diktare
- Johan Wahlström, singer/songwriter
- Johan Vising, högskolerektor
- Johan Ögrim, kommendör i Frälsningsarmén och sångförfattare